# Грант авеню (Сан Франциско)
Грант авеню е улица в Сан Франциско, Калифорния. Грант авеню е с южно-северна ориентация в града. Започва от ул. „Маркет“ в центъра от юг, а завършва като глуха улица след ул. „Франциско“ в кв „Норт Бийч“ на север. След това продължава при ул. „Норт Пойнт“ и се разпростира още една пряка до Ембаркадеро при Кей 39. Тя е една от най-старите улици в Китайския квартал. Част от улицата от юг води началото на навлизането през нея и портала в Китайския квартал на града. Улицата е еднопосочна, движението е само в северна посока. Пощенският код покриващ улицата е 94108.